# PARABEL. Zentrum für Kunst in Hamburg

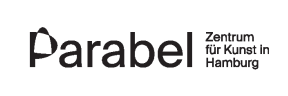
Logo von Parabel

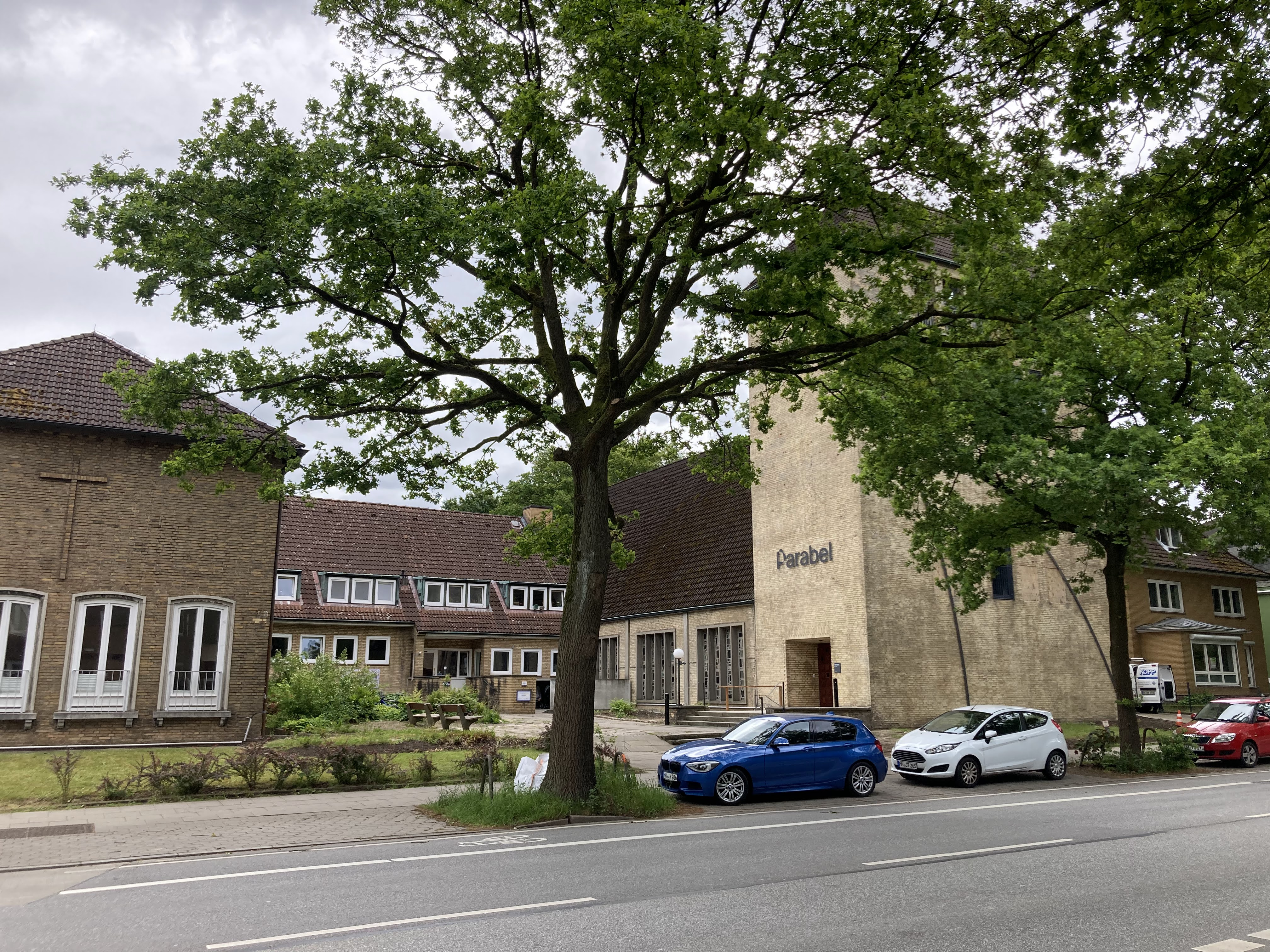
Parabel. Zentrum für Kunst in Hamburg, Gebäudekomplex, 2025

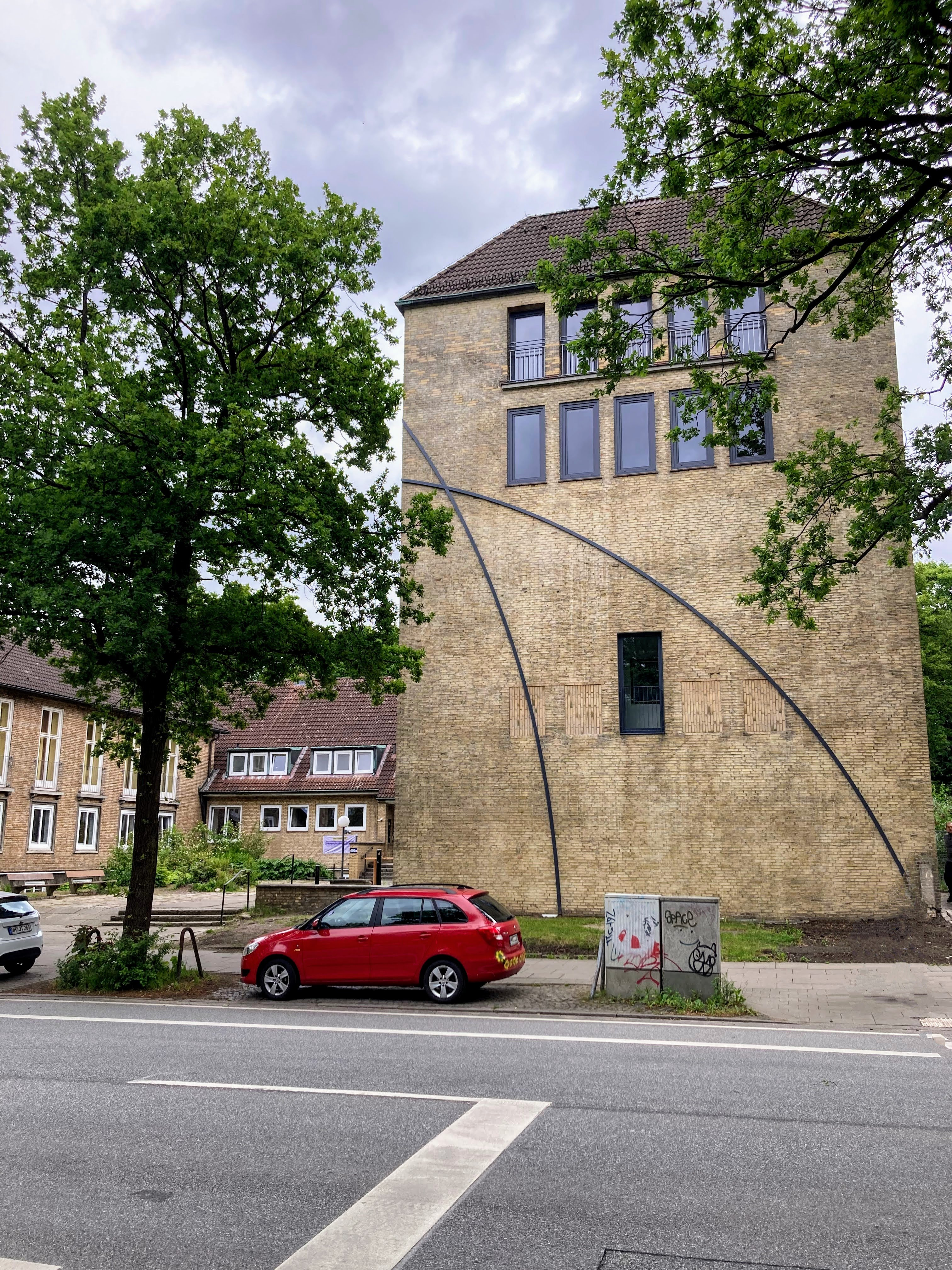
Parabel. Zentrum für Kunst in Hamburg, Hauptgebäude (ehem. Glockenturm), 2025

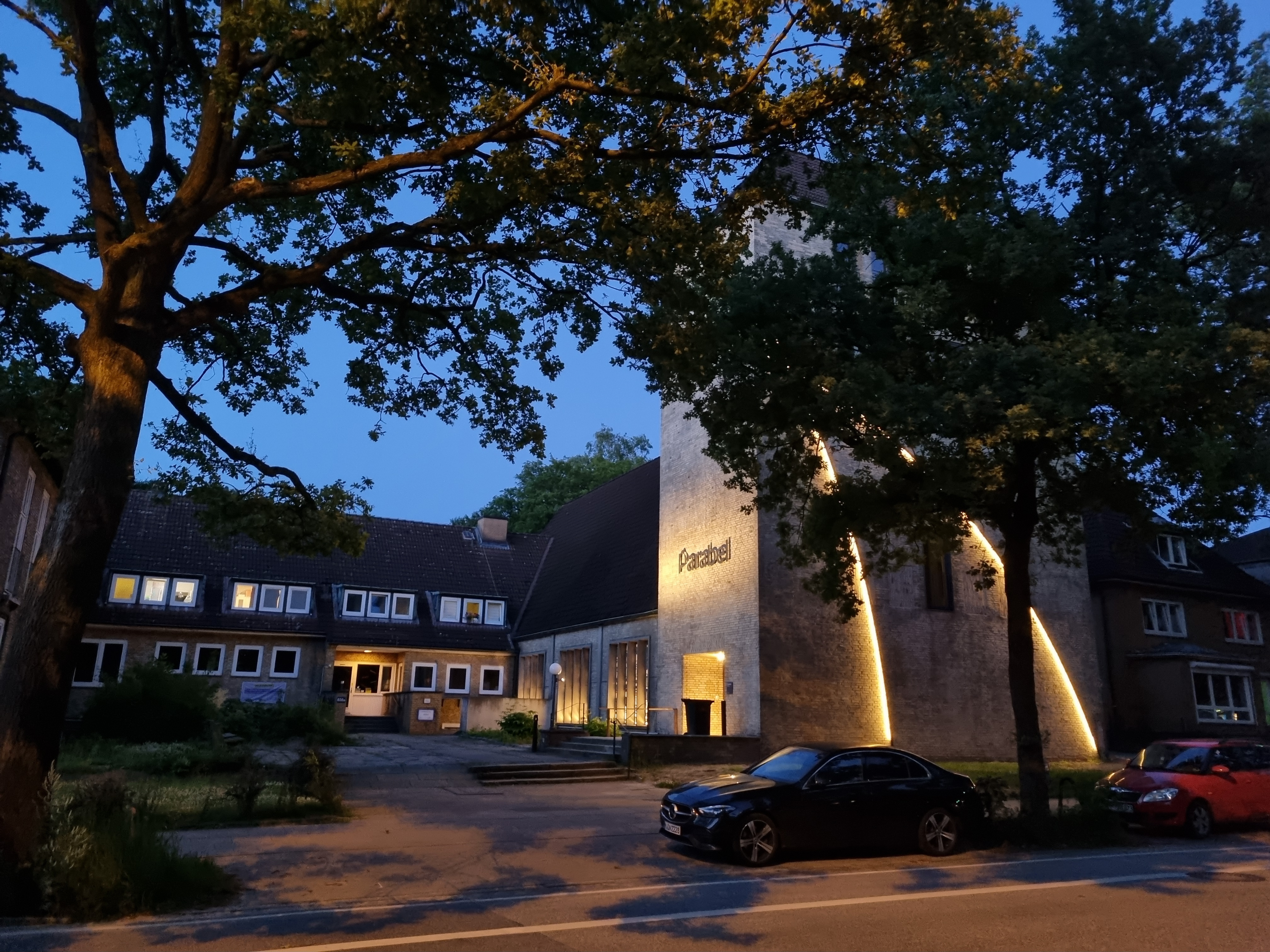
Parabel. Zentrum für Kunst in Hamburg (beleuchtet), Juni 2025

PARABEL. Zentrum für Kunst in Hamburg ist ein im Norden der Stadt Hamburg gelegenes Museum. Es befindet sich in der profanierten Nikodemuskirche. Die Sammlung des Museums beruht auf der Kunstsammlung der Gründerin Maike Bruhns mit dem Schwerpunkt auf Hamburger Kunst der klassischen Moderne bis zur Gegenwart. Neben dem Ausstellungs- und Veranstaltungsraum entsteht eine Bibliothek.

## Architektur des Gebäudekomplexes
Die Kirche wurde zwischen 1953 und 1963 durch den Architekten Henry Schlote erbaut und 1961 nach dem Jesusanhänger Nikodemus (Joh 3 ) benannt. Der Gebäudekomplex setzt sich aus dem Kirchenschiff, dem Glockenturm, dem Gemeindehaus und einem verbindenden Gebäuderiegel zusammen und ist aus gelbem Klinker gemauert. Das Kirchenschiff ist markant parabelförmig geformt und erinnert an einen umgekehrten Schiffsrumpf. Dieser Parabelform ist der Name des Museums zu verdanken.

## Entwidmung und Umbau
2022 wurde die Kirche entwidmet.
Von 2023 bis 2025 wurde die Kirche unter der Leitung von WRS Architekten zu einem Ausstellungsraum umgebaut. Die Eröffnung fand am 27. Juni 2025 statt. Ein vorzeitiger Besuch war bereits am 24. und 25. Mai möglich.

## Geschichte

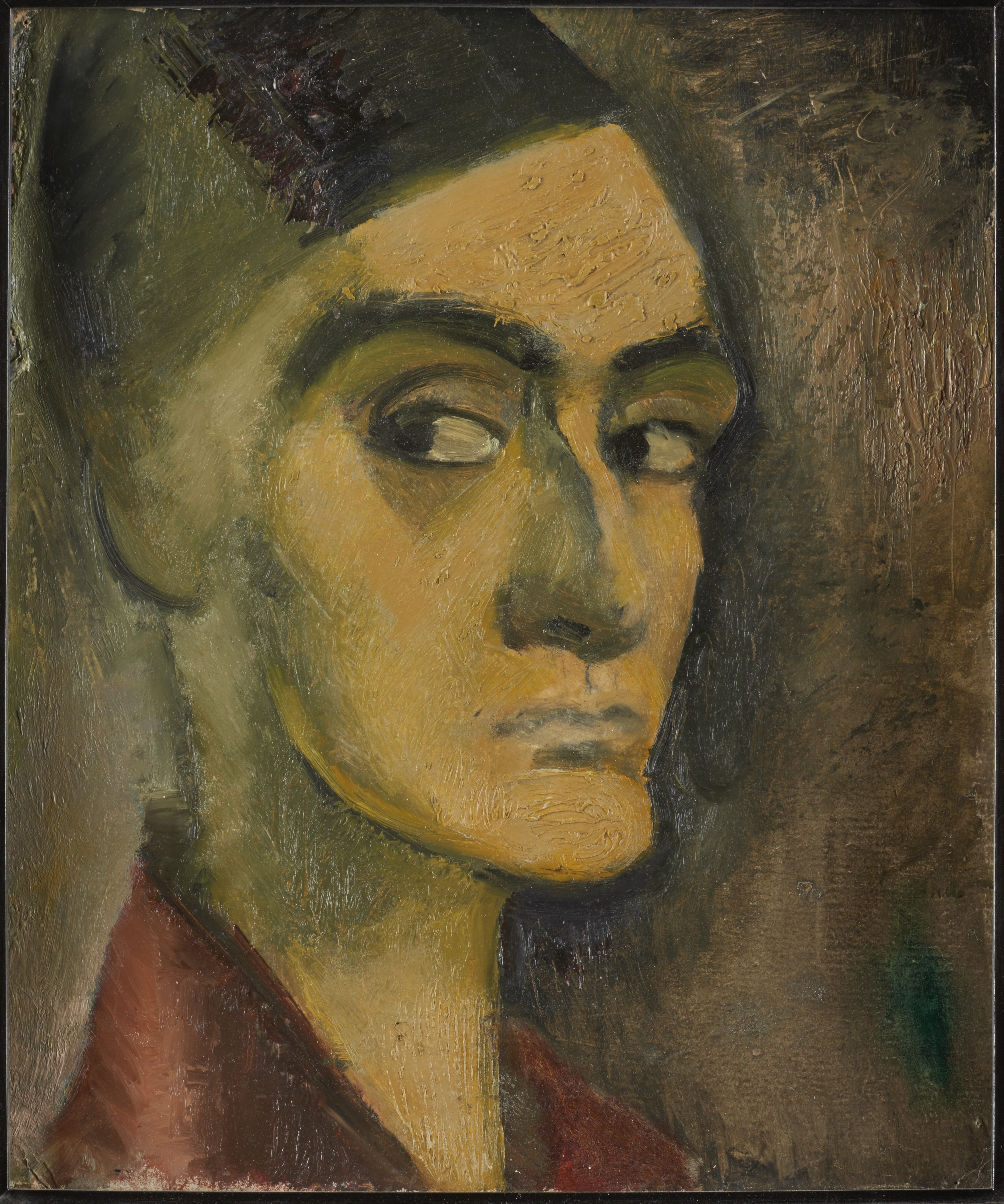
Anita Rée: Selbstbildnis, um 1913

Der Grundstock der Sammlung stammt von der Hamburger Kunsthistorikerin und Sammlerin Maike Bruhns. Seit den 1980er Jahren hat sie eine große private Sammlung aufgebaut. Die 2500 Werke ihrer Stiftung sind die Basis für Ausstellungen mit Leihgaben und Ergänzungen anderer Institutionen. Insbesondere zur Hamburgischen Sezession hat Maike Bruhns eine große und wichtige Sammlung zusammengetragen.